# Pentagram (album)
Pentagram je debitantski studijski album norveškog black metal-sastava Gorgoroth. Diskografska kuća Embassy Productions objavila ga je 12. listopada 1994. godine. Jedini je album grupe na kojem su sudjelovali basist Samoth i bubnjar Goat Pervertor.

## O albumu
Iako se Pentagram često navodi kao primjer takozvanog "surovog" black metala, neki su recenzenti na albumu primijetili utjecaj punk rocka i hardcore punka.
Na albumu se nalazi ponovno snimljena inačica pjesme "(Under) The Pagan Megalith" koja je izvorno bila objavljena na prvom Gorgorothovom demouratku, A Sorcery Written in Blood. Sastav je ponovno snimio i pjesmu "Ritual" koja se također pojavila na navedenom demu pod nazivom "Sexual Bloodgargling".

## Popis pjesama
| 1.    | »Begravelsesnatt« (Pogrebna noć)                   | Hat      | Goat     | 2:33 |
| 2.    | »Crushing the Scepter (Regaining a Lost Dominion)« | Infernus | Infernus | 3:23 |
| 3.    | »Ritual«                                           | Hat      | Infernus | 3:52 |
| 4.    | »Drømmer om død« (Snivanje o smrti)                | Hat      | Goat     | 3:45 |
| 5.    | »Katharinas bortgang« (Katharinina smrt)           | Infernus | Goat     | 4:03 |
| 6.    | »Huldrelokk« (instrumental)                        |          | Infernus | 1:52 |
| 7.    | »(Under) The Pagan Megalith«                       | Goat     | Goat     | 3:54 |
| 8.    | »Måneskyggens slave« (Rob Mjesečeve sjene)         | Infernus | Infernus | 5:55 |
| 29:17 |                                                    |          |          |      |

## Recenzije
Alex Henderson, glazbeni kritičar sa stranice AllMusic, dodijelio je albumu tri i pol od pet zvjezdica te je komentirao: "Na Pentagramu se čuje rana Gorgorothova postava koju su činili pjevač Hat, gitarist Infernus, basist Tomas Thormodsæter Haugen iliti Samoth (iz grupa Emperor i Zyklon) te bubnjar Goat Pervertor. To nije bila prva Gorgorothova postava (Kjettar je svirao bas-gitaru na Gorgorothovom demu A Sorcery Written in Blood iz 1993. godine), ali je definitivno bila rana postava -- i to ona koja se uistinu identificirala s grubom, osnovnom, ogoljenom prirodom stare škole punka. Zapravo je nemoguće slušati Pentagram i ne podsjetiti se korijena black metala [u žanrovima kao što su] punk, hardcore i thrash metal. Mnogi su Gorgorothovi naknadni albumi bili bolje producirani od Pentagrama, ali čak je i u tom slučaju ovo uzbudljivi prvijenac [ove] norveške black metal skupine".

## Zasluge
| Gorgoroth - Infernus – gitara - Hat – vokali - Samoth – bas-gitara - Goat – bubnjevi | Ostalo osoblje - Pytten – produkcija, inženjer zvuka |